# Linopteridius annulipes
Linopteridius annulipes är en skalbaggsart som beskrevs av Stefan von Breuning och Jean François Villiers 1958. Linopteridius annulipes ingår i släktet Linopteridius och familjen långhorningar.
Artens utbredningsområde är Madagaskar. Inga underarter finns listade i Catalogue of Life.